# Selah
Selah és una ciutat al comtat de Yakima a l'Estat de Washington. D'acord al cens del 2000 tenia 6.310 habitants.

## Demografia
Segons el cens del 2000, Selah tenia 6.310 habitants, 2.269 habitatges, i 1.688 famílies. La densitat de població era de 557,5 habitants per km².
Dels 2.269 habitatges en un 44,3% hi vivien nens de menys de 18 anys, en un 54,4% hi vivien parelles casades, en un 14,5% dones solteres, i en un 25,6% no eren unitats familiars. En el 21,7% dels habitatges hi vivien persones soles el 8% de les quals corresponia a persones de 65 anys o més que vivien soles. El nombre mitjà de persones vivint en cada habitatge era de 2,72 i el nombre mitjà de persones que vivien en cada família era de 3,16.
Per edats la població es repartia de la següent manera: un 31,7% tenia menys de 18 anys, un 9,3% entre 18 i 24, un 31,6% entre 25 i 44, un 18,7% de 45 a 60 i un 8,7% 65 anys o més.
L'edat mediana era de 31 anys. Per cada 100 dones de 18 o més anys hi havia 92,5 homes.
La renda mediana per habitatge era de 42.386 $ i la renda mediana per família de 49.477 $. Els homes tenien una renda mediana de 39.241 $ mentre que les dones 28.067 $. La renda per capita de la població era de 18.595 $. Aproximadament el 9% de les famílies i el 10,4% de la població estaven per davall del llindar de pobresa.

## Poblacions properes
El següent diagrama mostra les poblacions més properes.